# Osteocita

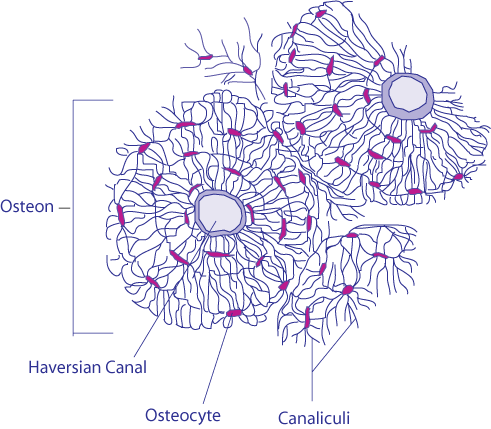
Un campione di tessuto osseo (losteocita in rosso)

L'osteocita, la cellula più abbondante nel tessuto osseo, è un ex-osteoblasto, il quale dopo aver secreto la matrice extracellulare rimane intrappolato nella lacuna ossea e diventa una cellula quiescente.
Gli osteociti rimangono comunque collegati tra loro tramite prolungamenti che giungono fino al canale di Havers. L'ex-osteoblasto in caso di trauma o frattura ossea può riprendere la sua attività sintetica (perché liberato dal precedente involucro di matrice) ritrasformandosi quindi in un osteoblasto.
L'osteocita è contenuto in spazi di forma lenticolare detti lacune ossee o osteoplasti. Al contempo, i suoi prolungamenti citoplasmatici sono alloggiati in canali o tunnel scavati nella matrice che prendono il nome di canalicoli, i quali si connettono ai canali di Volkmann (trasversali) ed ai canali di Havers (longitudinali), i canali si trovano all'interno del tessuto osseo compatto e contengono i vasi sanguigni, permettendo in questo modo scambi metabolici e di gas tra il sangue e gli osteociti, nel tessuto osseo spugnoso lo scambio appena citato avviene nelle cavità midollari.